# Geschiedenis van leidingwater in Nederland
De geschiedenis van leidingwater in Nederland betreft de distributie van drinkwater per waterleiding  in het Europese deel van Nederland door de jaren heen. De beschrijving richt zich op feiten die relevant zijn voor de geschiedenis van de Nederlandse drinkwatervoorziening.
In Nederland winnen waterleidingbedrijven grond- of oppervlaktewater en zuiveren dit indien nodig. De waterkwaliteit in het collectieve leidingnet behoort tot de beste ter wereld. In verreweg de meeste huizen wordt dit water ook gebruikt om bijvoorbeeld mee te douchen of het toilet door te spoelen. Leidingwater is 30 tot 1300 maal minder belastend voor het milieu dan flessenwater. Ook is het 150 tot 500 keer zo goedkoop. Voor een euro kan een Nederlander een jaar lang dagelijks 1,5 liter water drinken, de aanbevolen minimum hoeveelheid voor een volwassene.
Gedurende de twintigste eeuw is het absolute drinkwaterverbruik ruim vertwintigvoudigd, van 54 miljoen kubieke meter in 1899 naar 1180 miljoen in 1998. In die tijd is de bevolking ruim verdrievoudigd, van 5,1 naar 15,7 miljoen. Per persoon is het verbruik verzevenvoudigd, van 29 naar 206 liter per dag. De grootste stijging vond plaats in de jaren 1960, terwijl het gebruik in de jaren 1990 voor het eerst daalde, door aandacht voor waterbesparing. In 2016 was het relatieve verbruik teruggelopen tot 120 liter per persoon per dag.

## Geschiedenis
Levering van drinkwater via een leidingnetwerk kent men in Nederland sinds 1853 en startte in Amsterdam. In de tijd daarvoor kwam het drinkwater uit putten en bronnen. Deze putten en bronnen waren vooral in de steden een bron van infectieziekten, zoals tyfus en cholera. Dat besmet water de oorzaak was van tyfus en cholera wist men overigens niet. In de loop van de 17e eeuw werden de oude kettingputten vaak vervangen door putten met een pomp, daardoor kon het water makkelijker en dieper opgepompt worden maar de hygiëne bleef slecht. Bacteriologische kennis was er niet, dus met drinkwaterputten werd niet hygiënisch omgegaan. In diezelfde periode begon men waterleidingen aan te leggen die gevoed werden met ongezuiverd rivierwater, in Duitsland liep men voorop bij deze ontwikkeling. Aan het eind van de 17e eeuw werden ook steeds vaker watertorens gebruikt, om voldoende druk in het netwerk te handhaven. Van daaruit ging het water naar de huizen van de gegoede burgerij; de gewone bevolking bleef aangewezen op putten. Vanaf de tweede helft van de 18e eeuw plaatsten landheren tappunten voor de bevolking bij de watertorens, ook dit water was niet per se zuiver.
Hoewel men nog niets wist van bacteriën, werd het in het midden van de 19e eeuw wel steeds duidelijker dat het gebruiken van drinkwater uit regenbakken, putten of open water gevaren met zich meebracht. De bevolking van steden breidde zich door de industriële revolutie in die periode snel uit en als er een ziekte uitbrak, leidde dat al snel tot een epidemie. Vanaf ongeveer 1840 waren er plannen om een waterleidingnet aan te leggen om stedelingen te voorzien van schoon drinkwater, probleem was echter telkens de financiering. Drinkwater was (nog) geen taak van de overheid, dus moesten particulieren het geld bij elkaar zien te krijgen. Rond 1845 werd het Vecht- en Lekwaterleidingplan afgeschoten om financiële redenen. 
Rond 1900 nam de watervoorziening via leidingen een vlucht en kwamen er steeds meer waterleidingbedrijven. De eerste groepswaterleiding, waarop verschillende kleinere gemeenten werden aangesloten, dateert van 1911. Steeds meer gemeenten sloten zich aaneen en richtten samen een waterleidingbedrijf op. Ook particulieren zagen toekomst in het leveren van leidingwater en richtten op hun beurt bedrijven op. De provincies beperkten zich tot het stimuleren van gemeentelijke en particuliere initiatieven. Alleen de provincie Noord-Holland opteerde voor een provinciaal waterleidingbedrijf. Wel kwamen er – tussen 1920 en 1930 – in alle provincies provinciale waterleidingverordeningen tot stand om de kwaliteit van het drinkwater te waarborgen. In 1913 werd het Rijksinstituut voor de Drinkwatervoorziening (RID) opgericht.
In 1949 waren 712 van de 1054 gemeenten die Nederland toen telde op de waterleiding aangesloten, daarmee beschikte 75% van de Nederlandse bevolking over leidingwater. In 1949 waren er in Nederland 212 waterleidingbedrijven, toen de bedrijven zich in 1952 verenigden in de Vereniging van Waterleidingbedrijven in Nederland waren er nog 199. Dit aantal is verder gedaald naar 10 omstreeks 2010 en is nadien onveranderd gebleven.

### Drinkwater in Amsterdam
In 1845 werd een plan gelanceerd om water via ondergrondse beken van de duinen bij de Brouwerskolk naar Amsterdam te leiden. Dit plan werd in 1847 door de minister van Binnenlandse Zaken goedgekeurd en in 1849 door B&W van Amsterdam, maar ook nu was het geld een probleem. Van de meer dan tien plannen die in de loop der jaren waren ontwikkeld, waren er in 1850 nog twee over. Eén plan was van C.D. Vaillant, die een waterleiding vanuit de Rijn wilde realiseren. Zijn groep stichtte in 1850 de Amsterdamsche Waterleiding-Maatschappij, maar door gebrek aan geld werd deze maatschappij in 1853 opgeheven. In 1851 richtte Vaillant tevens de Amsterdamsche Duinwater-Maatschappij op. De voorzitter van de Duinwater-Maatschappij was landsadvocaat en schrijver Jacob van Lennep. Hij gebruikte zijn schrijf- en redenaarstalent om de bevolking en het bestuur te overreden een bijdrage te leveren aan het geld (2,5 miljoen gulden) dat voor de uitvoering nodig was. Veel succes had Van Lennep niet, nog in hetzelfde jaar lieten de initiatiefnemers in een advertentie weten dat ze de strijd opgaven. Op de valreep meldden zich echter Engelse financiers. De graafwerkzaamheden startten eind 1851 en op 6 juni 1853 kwam er voor het eerst water uit een fontein bij de Haarlemmerpoort in Amsterdam. Op 12 december 1853 konden Amsterdammers voor het eerst drinkwater halen bij het tappunt aan de Haarlemmerpoort voor een cent per emmer. Het Amsterdamse drinkwater was afkomstig uit de duinen bij Zandvoort. Daar bevonden zich – en bevinden zich nog steeds – grote hoeveelheden natuurlijk gezuiverd water.
In april 1854 begon de Duinwater-Maatschappij met de levering van water aan particulieren, door leidingbuizen vanaf de Haarlemmerpoort naar woningen van abonnees. Voor massaal gebruik werden in 1854 en 1855 standpijpen geplaatst op de Noordermarkt, de Herenmarkt, de Lijnbaansgracht, de Dam, de Nieuwmarkt, het Muiderplein, de Schippersgracht, de Stromarkt, de Botermarkt, het Amstelveld, de Zwanenburgerstraat, de Joden Houttuinen, de Egelantiersstraat, de Bloemstraat en de Laurierstraat. In 1856 waren 1397 woningen, 40 fabrieken en 30 openbare instellingen op de waterleiding geabonneerd, dit aantal nam snel toe. Het nut van de waterleiding bewees zich in 1866, in dat jaar werd Nederland getroffen door een  cholera-epidemie. Het aantal doden in Amsterdam bleef laag, achteraf is bekend waarom: het waterleidingnet en de aanleg van een riolering. Onder druk van de gemeente legde de Duinwater-Maatschappij in 1888 een tweede waterleiding aan vanuit de Vecht. Dat water was echter niet zuiver genoeg voor drinkwater en diende alleen voor schoonmaken en industrieel gebruik. Rond 1930 verbeterde de zuivering van het water uit de Vecht en werden beide systemen samengevoegd. Aan de gescheiden leidingnetten herinneren nog putdeksels in Amsterdam met de opschriften 'Duin' of 'Vecht'.
In de loop der jaren nam de kritiek op de Duinwater-Maatschappij toe. De tarieven waren te hoog, omdat de commissarissen er zo veel mogelijk aan wilden verdienen, de watertoevoer stagneerde regelmatig en de capaciteit van het bedrijf was niet meer toereikend voor het snel groeiende aantal inwoners. In de gemeentepolitiek was intussen een nieuw slag bestuurders aan de macht gekomen die minder afkerig waren van overheidsingrijpen. Op 1 mei 1896 nam de gemeente de Duinwater-Maatschappij over, sindsdien heette het bedrijf Gemeentewaterleidingen.

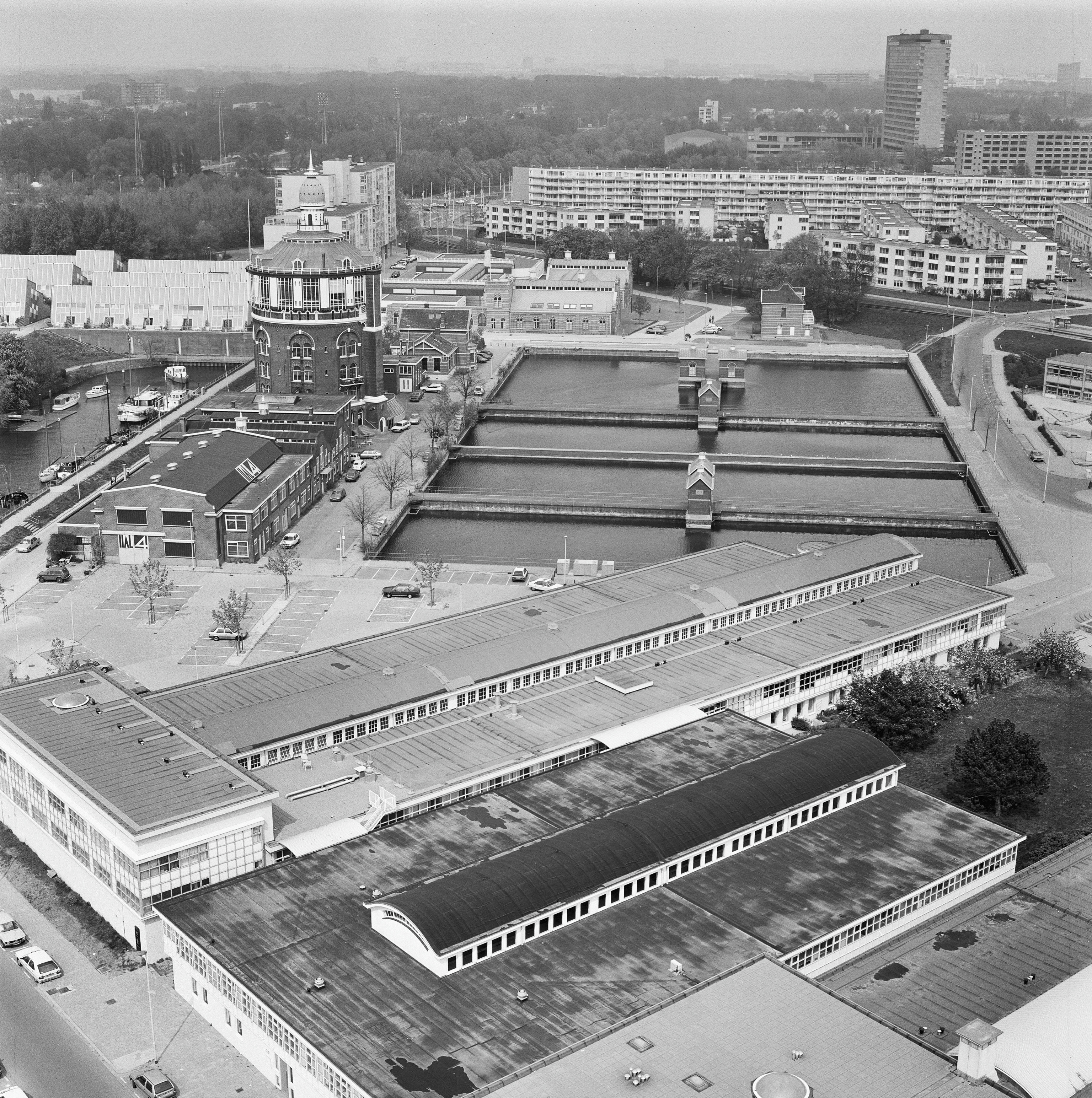
Rotterdamse Drinkwaterleiding (DWL) 1874-1992

### Drinkwater in Rotterdam
Het Rotterdams drinkwater werd oorspronkelijk uit de Nieuwe Maas gewonnen aan de Honingerdijk en met chloor gezuiverd. Het had geen beste naam door de reuk en de smaak. Maar Rotterdammers waren eraan gewend en gebruikten vaak Norit om het water met een filter te zuiveren. 23 januari 1963 was het water plotseling heel erg brak. Het drinkwaterbedrijf meet dan 3,5 gram zout per liter; normaal bevatte de Nieuwe Maas 0,35 gram zout per liter water. Het drinkwater was daardoor niet te drinken en ook de industrie had er problemen mee. Raffinaderijen kwamen stil te liggen. 
Het bleek dat het zoute Noordzeewater in de Nieuwe Maas was opgestuwd tot aan Lekkerkerk door een combinatie van factoren. Doordat het in de maanden ervoor vrij droog was geweest was er relatief weinig afvoer van regenwater. Maar doorslaggevend was dat er op 22 januari een stevige westenwind stond. Het gevolg was dat de gemeentelijke waterbassins aan de Honingerdijk zich geleidelijk aan vulden met zilt water. Het waterleidingbedrijf DWL werd daarmee verrast. Eigenlijk is het water dan al veel te brak voor consumptie. Maar als het bedrijf geen water meer zou leveren, dan zou de druk op de waterleidingen wegvallen en zou er via leidinglekken grond- of rioolwater in kunnen doordringen dus pompte DWL het brakke water in de leidingen om ze zo onder druk te houden.
Het gevolg was onder andere dat de GG&GD in Rotterdam werd opgebeld door allerlei huisartsen en specialisten die patiënten hadden die een zoutloos dieet moesten hebben. De GG&GD regelde bij Defensie waterwagens voor Rotterdam. Het leger stuurde 40 vrachtauto’s, die water tankten in een zoetwaterbron in Hoek van Holland. Ze werden geparkeerd op verschillende punten in de stad om het water uit te delen. Mensen die zoutloos moesten eten kregen 2 liter per dag op recept van hun huisarts. 
In de wijk Lombardijen had een bedrijf een waterkraan aan de buitenkant van zijn muur zitten. Iedereen kon daar een flesje water vullen. Dat was Barendrechts water en daar mankeerde niets aan. Al snel staan er hele rijen mensen.
Melkfabriek "De Combinatie" in Rotterdam had zijn eigen waterbron. Op diverse plaatsen op het fabrieksterrein en in de fabriek zelf kon drinkwater worden opgepompt om zo in de eigen behoeften te kunnen voorzien. Men was dan ook volkomen onafhankelijk van derden. Het was schoon, helder, maar wel hard water, maar door het te filteren via membraanfiltratie werd het zacht. Personeel kon schoon bronwater tappen om mee naar huis nemen. Ook werden de kinderen van werknemers die veelal in de omgeving van de fabriek woonden, met een jerrycan naar de fabriek gestuurd om daar vers bronwater te halen. Met eigen tankwagens werd er ook leidingwater bij de melkfabriek in Maasdam gehaald, waar men geen last had van zilt leidingwater. Dit was bedoeld voor o.a.de eigen slijters van "De Combinatie".
Bij de Rotterdamse Melk Inrichting (RMI) en "De Vooruitgang" kon men een liter water kopen voor 15 cent per fles. Bij diergaarde Blijdorp en de Heineken Brouwerijen kon men twee jerrycans water per persoon laten vullen en de "Sterovita" in Dordrecht verkocht drinkwater in de kartonnen verpakking die normaal gebruikt werd voor de Amerikaanse troepen, die gelegerd waren in Duitsland. 
DWL heeft uiteindelijk vier dagen lang brak water doorgelaten. 
Op dat moment werd er al gebouwd aan een tweede zuiveringsbedrijf op de Beerenplaat bij Oud-Beijerland. Maar samen met het oude productiebedrijf aan de Honingerdijk in Rotterdam waren er te weinig mogelijkheden om bij lage waterstanden in de Maas voor voldoende drinkwater te zorgen. De Maas is een regenrivier. Als het lange tijd droog is geweest, zakt de waterstand. Dan wordt ook de concentratie van zout van voornamelijk de kalimijnen in Elzas-Lotharingen te hoog. Bovendien groeide Rotterdam sterk. Er werd een commissie ingesteld, die in 1965 een rapport uitbrengt.
Deze commissie Drinkwatervoorziening Rotterdam heeft onderzocht waar er spaarbekkens kunnen worden aangelegd. Er is gekeken naar de Alblasserwaard, de Hoeksche Waard en de Brabantse Biesbosch. Uiteindelijk krijgt de Biesbosch de voorkeur. Dit gebied krijgt niet alleen water uit de Maas, maar ook uit de Rijn. En dat maakt de watervoorziening een stuk zekerder.
Het besluit werd genomen mede onder invloed van de plannen voor de uitbreiding van het havengebied van Rotterdam. Door het steeds groter aantal schepen dat Rotterdam verwerkte was burgemeester Wim Thomassen van mening dat er nieuwe havens dienden te worden gegraven, ook in de Hoeksche Waard, met uitloop naar het Hollandsch Diep. Rotterdam onderhandelde met de ZeKluZa-gemeenten (Zevenbergen, Klundert en Lage Zwaluwe) over de aankoop van een nieuw aan te leggen industriegebied aan het Hollandsch Diep, dat bereikbaar diende te zijn voor tankschepen met voldoende laadvermogen. Het ophoogzand voor dat nieuwe gebied kon worden gewonnen uit deze spaarbekkens. Na het opleveren van de eerste twee spaarbekkens in 1973 kon er al Biesbosch-water uit de kraan worden gedronken in Rotterdam. In totaal kost het hele project bijna 500 miljoen gulden. Naast drinkwater wordt er water voor de industrie geleverd. De spaarbekkens voorzien een groot deel van West- en Zuid-Nederland van water.

### Drinkwater in Delft
Tot in Delft dronk men water uit Rotterdam en ook daar had men te maken met dat zoute water. Ook Delft werd met tankwagens van het leger van drinkwater voorzien. Daarnaast voerde het waterleidingsbedrijf schoon duinwater aan vanuit Den Haag, maar dit bereikte enkel het noordelijke deel van de stad. De enige plek waar verder nog schoon drinkwater verkrijgbaar was, was het Koninklijke/Shell Laboratorium Delft. Het lag net buiten de stad aan de Broekmolenweg in Rijswijk en betrok zijn drinkwater van het drinkwaterleidingbedrijf “De Vlietstreek”. Dat leverde een uitstekende kwaliteit, Haags, duinwater. Het bedrijf plaatste een tappunt op zijn terrein waar men gratis water kon halen. Dagelijks kwamen er tientallen Delftenaren met jerrycans en emmers naar deze kranen toe. Soms legden de portiers een paar slangen uit om de mensen sneller te helpen.

## Wet- en regelgeving
In 1957 kwam de Waterleidingwet tot stand, deze wet moest de kwaliteit van het water en de continuïteit van de levering garanderen. Sindsdien hebben het Rijk en de Europese Unie zich met wet- en regelgeving steeds meer met kraanwater en de voorziening daarvan bemoeid. Tegenwoordig houdt de VROM-Inspectie toezicht op de waterbedrijven. Intussen fuseerden de waterleidingbedrijven. In 2000 telde Nederland nog 24 waterleidingbedrijven, in 2010 waren het er 10.
In de plaats van de Waterleidingwet geldt anno 2019 de Drinkwaterwet, die in 2015 in werking is getreden. Deze definieert drinkwater als
Water bestemd of mede bestemd om te drinken, te koken of voedsel te bereiden dan wel voor andere huishoudelijke doeleinden, met uitzondering van warm tapwater, dat door middel van leidingen ter beschikking wordt gesteld aan consumenten of andere afnemers.
In opdracht van de Inspectie Leefomgeving en Transport (ministerie van Infrastructuur en Milieu) en op grond van de bepalingen in de Drinkwaterwet en het Drinkwaterbesluit controleren waterleidingbedrijven of de drinkwaterinstallaties van onder meer bedrijfspanden voldoen aan de actuele regelgeving. Dit is van belang voor het waarborgen van de drinkwaterkwaliteit. Andere belangrijke wetten voor de drinkwatervoorziening zijn de Waterwet, de Wet ruimtelijke ordening, de Wet milieubeheer, de Wet bodembescherming, de Natuurbeschermingswet, de Ontgrondingenwet en de Mijnbouwwet.

## Bestanddelen, kwaliteitseisen en controle
Drinkwater is een primair goed en mag geen risico's opleveren voor de volksgezondheid. Dit is in de Drinkwaterwet en het Drinkwaterbesluit nader uitgewerkt. Daarin staan ook specifieke eisen voor drink- en warm tapwater. Deze normen zijn vastgesteld door het ministerie van VROM, in overleg met de waterleidingbedrijven en mede op basis van adviezen van bijvoorbeeld de Wereldgezondheidsorganisatie en de Gezondheidsraad. De richtlijn die de Europese Unie heeft opgesteld voor het drinkwater, is ook geïntegreerd in de Nederlandse wetgeving.
Naast water (H2O) bevat drinkwater natuurlijke mineralen en metalen zoals koper, ijzer, seleen en chroom. Het Nederlandse drinkwater bevat geen aantoonbare hoeveelheden colibacteriën en streptokokken. Als het water enigszins warm is en te lang in leidingen blijft stilstaan kunnen er legionellabacteriën in groeien die bij inademing als kleine druppeltjes, vooral via douchen of via airconditioners of luchtbevochtigers, de veteranenziekte kunnen veroorzaken.
Verder kan er in Nederlandse woningen gebouwd vóór 1965 lood in het water voorkomen. Dit komt door loden leidingen in huis en kan schadelijk zijn voor baby's. De loden leidingen buiten de woningen zijn door de waterleidingbedrijven vervangen. Voor vervanging binnenshuis kon de huiseigenaar subsidie aanvragen. Bij aankoop van een oud huis is het zinvol te informeren of er nog loden leidingen aanwezig zijn.
De Drinkwaterwet geldt ook voor bronwater. Voor leveranciers van zogenoemd 'natuurlijk mineraalwater' gelden andere wettelijke eisen, onder andere de warenwet.
Alle partijen die betrokken zijn bij de levering van leidingwater moeten het regelmatig onderzoeken. Dit zijn de waterleidingbedrijven, eigenaren van collectieve watervoorzieningen en eigenaren van grote collectieve leidingnetten, zoals ziekenhuizen, kazernes en campings. De resultaten van deze onderzoeken moeten voor iedereen beschikbaar zijn. Het ministerie van Infrastructuur en Milieu maakt jaarlijks een landelijk rapport over de kwaliteit van drinkwater.

## Winning en zuivering

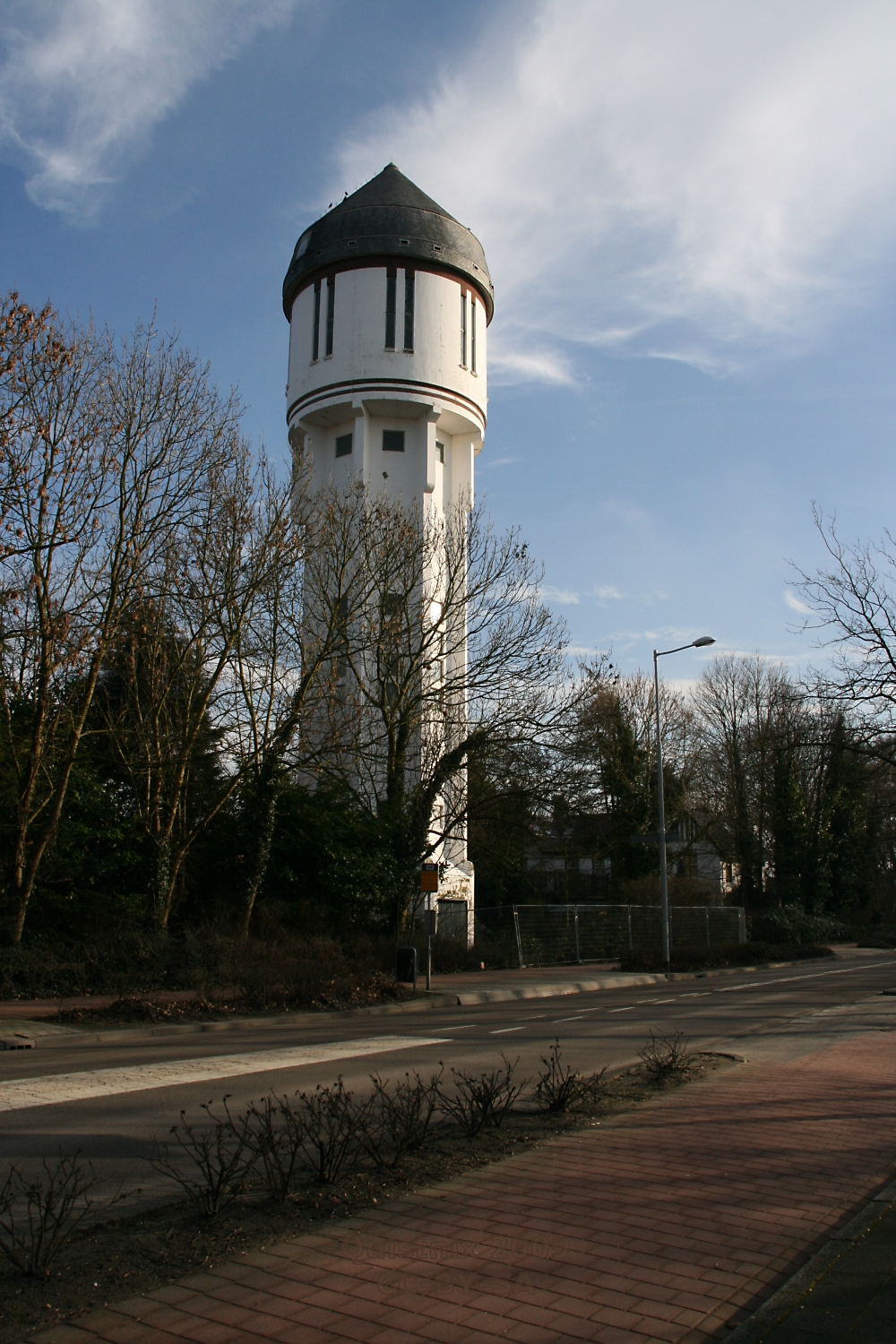
Watertoren in Brielle

Drinkwater wordt gewonnen door oppompen van grondwater en inname van oppervlaktewater. Daarnaast kan drinkwater ook worden verkregen door ontzilting van zeewater. In 2022 was in de Nederland de verdeling: 56% grondwater, 37% oppervlakte water (al dan niet in de duinen gezuiverd), 1% duinwater en 6% oevergrondwater. Vervolgens wordt het water gezuiverd en op druk gebracht voor de eindverbruikers, de druk is 30 tot 35 meter waterkolom (300 - 350 kPa).

### Grondwater
Grondwater is hoofdzakelijk regenwater dat in de grond zakt tot het een ondoordringbare laag tegenkomt. Infiltrerend water bevat na 6 tot 10 weken geen levende organismen meer. Het heet dan hygiënisch betrouwbaar. Aangezien grondwater op de diepte waar het door waterleidingbedrijven wordt gewonnen altijd veel langer in de grond heeft verbleven, is het per definitie hygiënisch betrouwbaar. Het grondwater moet echter nog wel behandeld worden: het is zuurstofloos, rijk aan mineralen (vooral ijzer en mangaan) en bevat opgelost koolstofdioxide (CO2) en waterstofsulfide (H2S). Door beluchting en filtratie krijgt het de gewenste samenstelling. Soms wordt het water nog onthard. Voor drinkwater gelden strengere normen qua samenstelling dan voor bron- of mineraalwater.

### Oevergrondwater
Oevergrondwater is een mengvorm van grond- en oppervlaktewater. Het oppervlaktewater zakt in de ondergrond, waarbij het water op een natuurlijke wijze wordt gezuiverd. Bij de winning van oevergrondwater bevinden de winputten zich relatief ondiep in de grond, meestal direct achter een dijk bij een rivier.

### Oppervlaktewater
In kustgebieden bevat grondwater door contact met zeewater een hoger zoutgehalte en is daarom minder geschikt voor drinkwaterbereiding. Bij duinkusten is wel zoet duinwater aanwezig, maar deze voorraad is beperkt en dient aanwezig te blijven als buffer tegen het zeewater. Er wordt wel duinwater gewonnen uit de duinen, doch dit wordt aangevuld met voorgezuiverd oppervlaktewater uit de Rijn (Amsterdam-Rijnkanaal en IJsselmeer voor Waternet en PWN) en de Maas (Dunea). Evides gebruikt direct Maaswater, nadat dit eerst tijdelijk is opgeslagen in de Biesboschbekkens. In het westelijke deel van Nederland leveren de Rijn en de Maas dus elk ongeveer de helft van de benodigde hoeveelheid drinkwater.
Daarnaast wordt ook kwelwater gebruikt, regenwater dat op de Utrechtse Heuvelrug valt en als grondwater opwelt in de laag gelegen polders ten westen van de heuvelrug.
Oppervlaktewater bevat meer verontreinigingen dan grondwater en moet daarom ook meer worden gezuiverd. De kosten van uit oppervlaktewater bereid drinkwater zijn dan ook hoger dan die van uit grondwater bereid drinkwater.
In grote lijnen bestaat de directe zuivering van het oppervlaktewater uit de volgende stappen:
- beluchting
- dosering van een polyelektrolyt die de uitvlokking (coagulatie en flocculatie) en sedimentatie van onzuiverheden bevordert (ijzerchloride, aluminiumzouten)
- filtratie door snelle zandfilters
- desinfectie door ultraviolet al dan niet in combinatie met waterstofperoxide (H2O2) en/of actieve kool
- nafiltratie met langzame zandfilters
- opslag in reinwaterreservoirs.

Verder kan regelen van de pH (met zoutzuur, natronloog of kalkmelk) en of ontharding nodig zijn.

### Desinfectie
Chloor is sinds 2005 in Nederland niet meer toegestaan als primair desinfectiemiddel. De waterleidingbedrijven behandelen het water nu met ozon of ultraviolet licht. uv-licht breekt in combinatie met peroxide organische afvalstoffen af en maakt organische microverontreinigingen onschadelijk. Hierbij blijven geen schadelijke reststoffen achter in het water.
PWN Waterleidingbedrijf Noord-Holland gebruikt vanaf 2004 uv-licht om drinkwater te desinfecteren. Ook Evides (voorheen Waterbedrijf Europoort) heeft op de zuivering van Beerenplaat (Spijkenisse) een grote installatie voor uv-desinfectie in gebruik genomen.
Voordat een nieuw drinkwaterleidingstelsel in gebruik wordt genomen, worden de buizen ontsmet met zilverperoxide - dit is veel effectiever dan chloor tegen micro-organismen en ongewenste biofilm. Nadat er in een laboratorium onderzochte watermonsters zijn goedgekeurd wordt het nieuw aangelegde net in bedrijf genomen.

## Betrouwbaarheid
Omdat uitval van de leidingwatervoorziening op zijn minst groot ongemak met zich meebrengt zijn bij de productie van drinkwater alle installaties en transportleidingen minimaal dubbel uitgevoerd. Bovendien zijn waterbedrijven wettelijk verplicht het effect van een leveringsonderbreking te beperken.
Bij de distributie van het leidingwater is het meestal niet nodig om leidingen 'leveringszeker' aan te leggen, omdat het distributienet veelal vermaasd is aangelegd (dat wil zeggen: in lussen). Bij uitval van een leiding - vaak te wijten aan een spontane breuk of door werkzaamheden - zullen andere toevoerleidingen de functie grotendeels kunnen overnemen, nadat het waterbedrijf de getroffen leidingsectie heeft afgesloten.

## Waterverbruik
In 2017 werd in Nederland per persoon per dag gemiddeld 123 liter water verbruikt. Dat water wordt vooral gebruikt om te douchen, voor het toilet en om te wassen. In totaal werd in Nederland 1,159 biljoen (oftewel 1.159.000.000.000) liter verbruikt in 2020. Huishoudens nemen daarvan 0,8 biljoen liter voor hun rekening, de rest wordt gebruikt door industrie, landbouw, enzovoort. Jaarlijks komt, via rivieren en neerslag, ongeveer 90 biljoen liter water Nederland binnen.
Hoewel er over het algemeen voldoende water is, probeert de overheid het waterverbruik terug te dringen, om het milieu te sparen. Waterverbruikbesparende oplossingen hebben ervoor gezorgd dat het (relatieve) waterverbruik langzaam is teruggelopen. De daling wordt vooral veroorzaakt door nieuwe toiletten en wasmachines die steeds zuiniger met water omspringen. In 2007 wordt de lichte stijging van het drinkwatergebruik veroorzaakt door een toename van het gebruik van de douche.
Gemiddeld waterverbruik in liters per persoon per dag in vanaf 2001. In 2021 is het verbruik anders ingedeeld waardoor er relatief grote verschuivingen zichtbaar zijn ten opzichte van 2016:
|                             | 2001  | 2004  | 2007  | 2010  | 2013  | 2016  | 2021  |
| --------------------------- | ----- | ----- | ----- | ----- | ----- | ----- | ----- |
| Douche                      | 42,0  | 43,7  | 49,8  | 48,6  | 51,4  | 49,2  | 46,2  |
| Toiletspoeling              | 39,3  | 35,8  | 37,1  | 33,7  | 33,8  | 34,6  | 30,2  |
| Kleding wassen              | 24,6  | 19,5  | 17,2  | 15,4  | 15,7  | 15,4  | 16,9  |
| Bad                         | 3,7   | 2,8   | 2,5   | 2,8   | 1,8   | 1,9   | 5,3   |
| Wastafel                    | 5,2   | 5,1   | 5,3   | 5,0   | 5,2   | 5,2   | 8,7   |
| Afwas                       | 6,0   | 6,9   | 6,8   | 6,1   | 5,6   | 6,0   | 3,9   |
| Voedselbereiding            | 1,6   | 1,8   | 1,7   | 1,4   | 1,0   | 1,2   |       |
| Koffie, thee, water drinken | 1,5   | 1,6   | 1,8   | 1,8   | 1,0   | 1,3   | 2,6   |
| Overig                      | 6,7   | 6,4   | 5,3   | 5,3   | 3,4   | 4,2   | 14,3  |
| Totaal                      | 130,7 | 123,8 | 127,5 | 120,1 | 118,9 | 119,2 | 128,1 |

## Waterprijs
In 2020 was de gemiddelde prijs 1,82 euro voor 1000 liter water (een kubieke meter of 'kuub'). Met andere woorden: voor water uit de kraan betaalt men € 0,00182 per liter (€/dm3 of €/l) of 0,18 eurocent per liter). Leidingwater is dus honderden keren voordeliger dan flessenwater, terwijl het kwalitatief minstens even goed is. De prijs bestaat voor 27,5% uit belasting op leidingwater en omzetbelasting. Voor het waterwaterbedrijf resteert dus iets meer dan 70%.
In de prijs van drinkwater zitten provinciale grondwaterheffing en overheidsheffingen zoals belasting op leidingwater en BTW (9% per 1 januari 2019). De precariobelasting voor ondergrondse waterleidingen is per 1 januari 2022 afgeschaft.
In de tabel staat de ontwikkeling van de waterprijs, in euro per kuub. De prijs is de som van het vastrecht gedeeld door 100 m³, het gemiddeld verbruik van een gezin op jaarbasis, plus het tarief per kubieke meter drinkwater (variabel tarief):
| Jaar | Kosten drink- waterbedrijf | Belasting op Leidingwater + BTW | Grondwater- heffing + precario | Prijs voor de afnemer |
| ---- | -------------------------- | ------------------------------- | ------------------------------ | --------------------- |
| 2005 | 1,18                       | 0,19                            | 0,15                           | 1,52                  |
| 2010 | 1,16                       | 0,21                            | 0,16                           | 1,53                  |
| 2015 | 1,23                       | 0,35                            | 0,03                           | 1,61                  |
| 2020 | 1,17                       | 0,41                            | 0,04                           | 1,62                  |
| 2021 | 1,21                       | 0,42                            | 0,04                           | 1,67                  |
| 2022 | 1,26                       | 0,43                            | 0,01                           | 1,70                  |
| 2023 | 1,51                       | 0,47                            | 0,02                           | 2,00                  |

De grootste kosten voor de waterbedrijven zijn de personeelslasten en de afschrijvingskosten op installaties en leidingen. Het water als grondstof kost bijna niets met uitzondering van de provinciale grondwaterheffing.
De waterprijs kan per regio verschillen doordat waterleidingbedrijven te maken hebben met onder meer verschillen in grondstof (oppervlaktewater of grondwater) en distributienet (landelijk of stedelijk). De waterbedrijven zijn monopolisten en water is een essentieel goed. De overheid heeft daarom regels opgesteld, de bedrijven mogen winst maken dat dient als een vergoeding voor het kapitaal dat beschikbaar is gesteld. Aandeelhouder zijn volgens de Drinkwaterwet overheidsinstanties, meestal gemeenten en provincies.

## Milieu
De productie van schoon drinkwater vormt een zekere belasting voor het milieu. Oppervlaktewater bijvoorbeeld is vaak verontreinigd als gevolg van lozingen van chemisch afval en het gebruik van mest en bestrijdingsmiddelen in de landbouw. Om dit water schoon te krijgen zijn chemicaliën nodig. Een afvalproduct dat bij dit reinigingsproces ontstaat, is vervuild slib. Dit slib moet worden verwerkt of opgeslagen. De winning van grondwater kan ook bijdragen aan de daling van de grondwaterspiegel en daardoor aan verdroging van bijvoorbeeld natuurgebieden. Om al die redenen is het belangrijk om zuinig met water om te gaan.
De Nederlandse overheid probeert dan ook het gebruik van water terug te dringen door middel van voorlichting, via heffingen en in de vorm van subsidies voor waterbesparende maatregelen. Voorbeelden: een korte douche nemen in plaats van een bad, gebruik van een waterbesparende douchekop, een waterzuinige wasmachine, gebruik van regenwater voor het toilet. Voor zover het gaat om warm water, is de bespaarde energie in bovenstaande gevallen haast nog belangrijker dan het bespaarde water: het opwarmen van water kost veel energie.
Experimenten met grootschalige levering van huishoudwater zijn in Nederland beëindigd omdat het risico van kruisverbindingen tussen het drinkwaterleidingnet en het huishoudwaterleidingnet te groot bleken.
Voor de brandbestrijding maakt de brandweer gebruik van het waterleidingnet. Hiervoor zijn de leidingen soms extra groot uitgevoerd en zijn in iedere straat brandkranen aangebracht, meestal ondergronds. De vaste kosten die hiermee samenhangen, extra afschrijvingen, rentekosten en reinigingswerkzaamheden, werden eerder gedekt door het watertarief per m³. Omdat de kosten vast zijn, onafhankelijk van watergebruik, werden ze later als vaste bijdrage in rekening gebracht. Het watertarief per m³ is evenredig verlaagd zodat een gemiddeld huishouden niet duurder uit is.

## Millenniumdoelen
In Nederland en andere ontwikkelde landen hebben de meeste mensen toegang tot veilig drinkwater en adequaat sanitair. In andere landen is dit echter niet altijd het geval. Daarom hebben de Verenigde Naties in het jaar 2000 de Millenniumdoelstellingen ondertekend. Onder doelstelling 7 staat dat in 2015 het aantal mensen zonder duurzame toegang tot schoon drinkwater en sanitatie gehalveerd moet zijn. Willem Alexander zette zich als voorzitter van de Adviesgroep Water en Sanitaire Voorzieningen sterk in voor deze doelstelling betreffende water, sanitatie en hygiëne (WaSH). Ook leveren de Nederlandse drinkwaterbedrijven een bijdrage aan deze doelstelling middels het leveren van kennis en expertise.

## Fluoridering
In de jaren 1950 was tandbederf een groot probleem in Nederland. Miljoenen mensen poetsten niet of nauwelijks hun tanden, kregen tandrot, kiespijn en lieten vaak al hun tanden en kiezen trekken om een geheel kunstgebit te nemen. Tandartsen zagen dit met lede ogen aan en wilden de volksgezondheid verbeteren, ook voor mensen die te lui waren om hun tanden te poetsen of geen geld hadden voor tandpasta (waar toen nog geen fluor aan werd toegevoegd). Vanaf 1953 deden de gemeenten Tiel en Culemborg vrijwillig mee aan een 16 jaar durend wetenschappelijk onderzoek om fluor aan drinkwater toe te voegen, omdat alle inwoners daarvan dronken, ook mensen die nooit hun tanden poetsten. In Tiel werd het drinkwater gefluorideerd en in Culemborg niet; al na enkele jaren was het tandbederf onder kinderen uit Tiel meer dan gehalveerd, terwijl het in Culemborg steeds slechter werd. Het positieve effect voor een gezond gebit was zo duidelijk dat Culemborg zo snel mogelijk na het onderzoek ook fluoridering wilde invoeren. Rond 1960 overwogen verschillende andere Nederlandse overheden (gemeenten en provincies) ook fluoride aan het drinkwater toe te voegen om de volksgezondheid te bevorderen.
Het aanbrengen van fluor op de tanden kan tandbederf voorkomen en daarom zit er nog steeds fluoride in vrijwel alle types tandpasta. Naarmate de bevolking beter poetst, wordt het extra effect van waterfluoridering geringer; de maatregel is relatief gezien het effectiefst bij mensen die nooit poetsen. Er is wel aangetoond dat het innemen van te veel fluoride schade aan de gezondheid kan berokkenen. Bij mensen die zeer veel tandpasta met fluoride gebruiken zou fluoridering kunnen zorgen voor fluorose en ernstigere vormen van fluoridevergiftiging. Maar vergifting treedt op bij alle stoffen waarvan de mens te veel binnenkrijgt en fluor is een stof zoals zo velen.
Voornamelijk vanwege groot maatschappelijk verzet is in enkele landen, waaronder Nederland, besloten geen fluoride (meer) aan het drinkwater toe te voegen, met name omdat de gebruikers dan geen keus zouden hebben. Op 22 juni 1973 maakte de Hoge Raad bijna voorgoed een einde aan de fluoridering van drinkwater. In het arrest stelde de raad dat deze ingreep van de overheid geen wettelijke grondslag had: "de toevoeging van stoffen aan het drinkwater teneinde daarmee een geheel buiten de eigenlijke drinkwatervoorziening gelegen doel te dienen daarom een maatregel is van zo ingrijpende aard dat, zonder wettelijke grondslag, niet kan worden aangenomen dat een waterleidingbedrijf daartoe bij de vervulling van zijn taak tot het leveren van 'deugdelijk drinkwater' de vrijheid heeft". Drinkwater mag in Nederland maximaal 1100 microgram fluoride per liter bevatten, water voor nierdialyse maximaal 200 microgram. Minister Irene Vorrink (PvdA) wilde in 1976 de fluoridering van het drinkwater alsnog wettelijk regelen, maar een meerheid in de Tweede Kamer was tegen.